# جاشوا بلتز
جاشوا بلتز (انگلیسی: Joshua Beltz؛ زادهٔ ۲۴ آوریل ۱۹۹۵) بازیکن هاکی روی چمن اهل استرالیا است.